# Robert Dudley, 1. hrabě z Leicesteru
Robert Dudley (24. června 1532/1533? – 4. září 1588, Cornbury) byl baron z Denbigh, 1. hrabě z Leicesteru (od roku 1564), celoživotní přítel a pravděpodobně milenec královny Alžběty I.

## Dětství
Robert Dudley byl pátým synem Johna Dudleyho, hraběte z Warwicku a v letech 1551-1553 vévody z Northumberlandu, a jeho manželky Jane, dcery sira Edwarda Guildforda. Jeho otec byl od roku 1550 až do smrti nezletilého krále Eduarda VI. faktickým vládcem Anglie.
Robert byl pátým ze třinácti dětí, ale ne všichni jeho sourozenci přežili do dospělosti. Pouze Ambrose, Mary a Catherine se dožili vlády Alžběty I. Jen málo je známo o Catherine, která vstoupila do manželského svazku s Henrym Hastingsem, hrabětem z Huntingdonu. Známější byla jeho sestra Mary díky skutečnosti, že se stala matkou slavného básníka Philipa Sidneyho.
Ačkoliv současníci věřili, že Robert se narodil ve stejný den a stejný rok jako královna Alžběta I., je více než pravděpodobné, že byl minimálně o rok starší. Nedávné výpočty jeho možného data narození spadají na 24. června 1532. Robert se s Alžbětou setkal poprvé, když mu bylo osm let, pravděpodobně byli tehdy vyučováni stejnými učiteli. Stali se dobrými přáteli a jejich přátelství trvalo po celý život. Robert byl inteligentní chlapec a jistě si s Alžbětou vnitřně rozuměl, ale na rozdíl od Alžběty se málo zajímal o klasická literární díla. Vášnivě miloval matematiku, astronomii a astrologii. Byl také velmi nadaným jezdcem na koni a tento dar rozvíjel po celý život. V pozdější době popsal svůj vztah k Alžbětě v dětství následovně: "Znám ji lépe než kdokoliv jiný již od jejích osmi let a od té doby mi také vždycky říká, že se nikdy neprovdá."

## Životní osudy
V roce 1553 se Robertův otec, John Dudley, 1. vévoda z Northumberlandu, pokusil dosadit na anglický trůn mladičkou Jane Greyovou. Byl v tom podporován svými syny včetně Roberta. Po nezdaru tohoto pokusu a nástupu Marie I. k vládě byli však otec John a syn Robert uvězněni v Toweru a odsouzeni k trestu smrti. Nešťastná Jane Greyová a vévoda z Northumberlandu byli popraveni. Robert Dudley a další vévodovi synové byli ušetřeni, vévodský titul byl však rodině navždy odňat.
Robert byl vězněm v Toweru až do roku 1554. Na nějakou dobu tam byla uvězněna také princezna Alžběta, obviněná ze spolupráce s povstalcem Thomasem Wyattem. Legenda praví, že se Robert s Alžbětou v tomto vězení často vídali a jejich přátelství zde přerostlo v lásku. Jisté je ale jen, že Roberta směla v Toweru navštívit Amy Robsart, jeho pozdější první manželka.
Nejstarší bratr John Dudley krátce po Robertově osvobození zemřel. Bratři Henry a Robert se zapojili do války proti Francii po boku manžela královny Marie I., španělského infanta a pozdějšího krále Filipa II. V bitvě u St. Quentinu (1557) byl Henry Dudley zabit. Robert se vrátil do Anglie a byl oficiálně rehabilitován.
Zřejmě ještě během panování královny Marie prodal část svých pozemků na pomoc princezně Alžbětě z její finanční tísně i přesto, že měl sám velké finanční potíže. Alžběta nikdy na jeho oběť nezapomněla. S nástupem Alžběty na trůn v roce 1558 se Dudleyho finanční situace podstatně změnila. Byl jmenován královským nejvyšším podkoním (Master of the Horse) a získal tak prestižní pozici, která vyžadovala častý osobní styk s královnou. Organizoval také její veřejná vystoupení a její soukromou zábavu. To vše mu dokonale vyhovovalo. Byl zkušený jezdec a výborný sportovec, měl smysl pro umění a s královnou sdílel i lásku pro divadlo a hudbu. Bylo zřejmé již od počátku její vlády, že byl jejím oblíbencem. V prvním roce svého panování jej zahrnula mnoha tituly a penězi a strávila s ním více času než s kýmkoliv jiným. Jejich intimita se stala předmětem pomluv a říkalo se nejen, že jsou milenci, ale dokonce vznikla pověst, že Alžběta porodila v tajnosti Dudleyho dítě. Ačkoliv toto poslední tvrzení nemusí být pravdivé, je téměř jisté, že mezi nimi byl milenecký poměr. Znali se vzájemně lépe než znali kohokoliv jiného a v minulosti si prošli podobným utrpením. Možná to nejdůležitější bylo, že si vzájemně věřili a respektovali se. Stejně jako každý jiný pár se podle svědectví blízkých osob také hádali. Na veřejnosti ovšem Robert k Alžbětě vždy přistupoval s úctou, kterou královna vyžadovala. V soukromí mu Alžběta dovolovala chovat se k ní tak, jak by to nikomu jinému nemohlo projít.

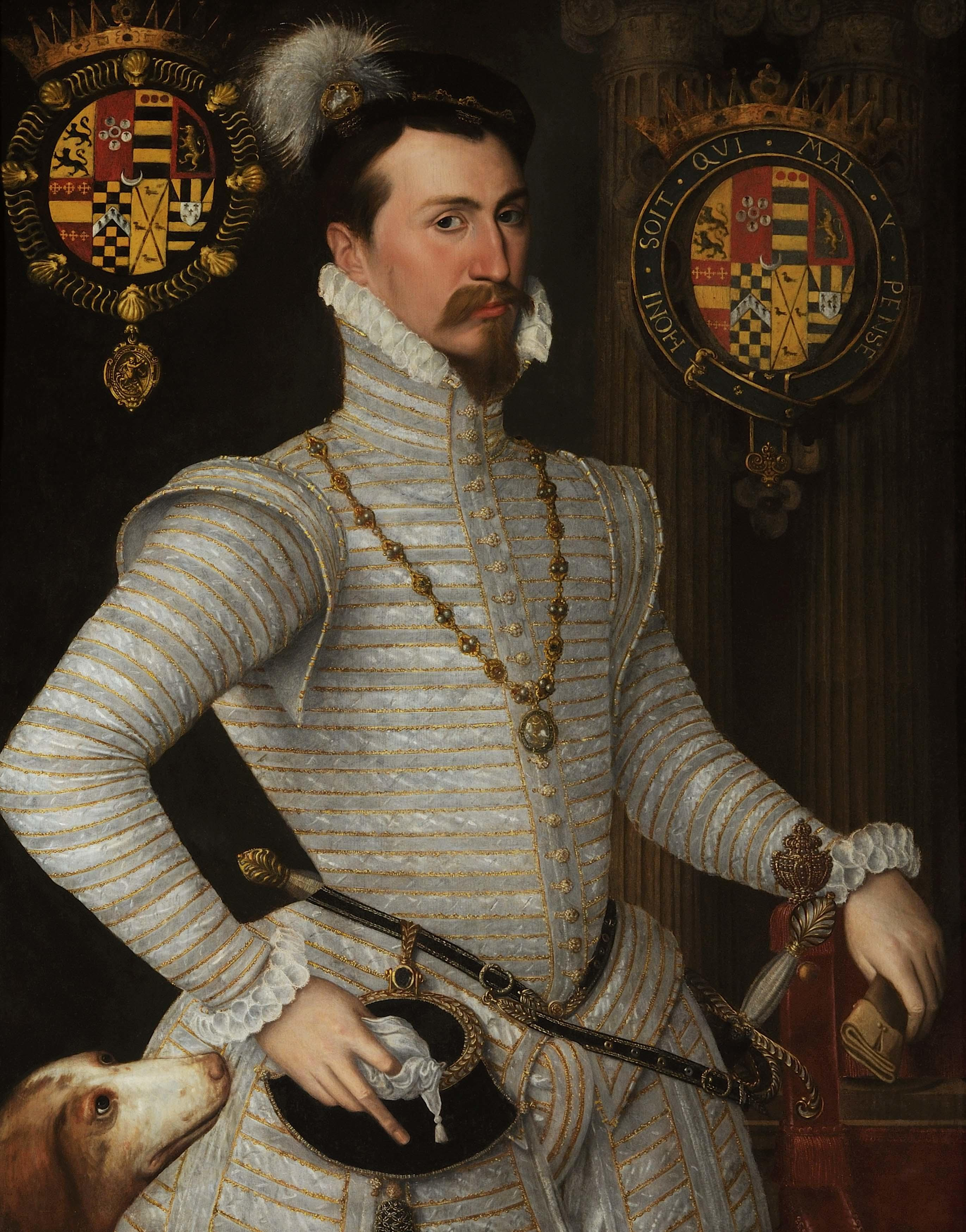
Robert Dudley, rok 1564

Jeho pozice královnina favorita mu však způsobila velkou nenávist okolí. Protože měl finanční výhody ze svého vztahu ke královně, stal se zhruba od roku 1560 nejméně populárním mužem v alžbětinské Anglii, a tak to zůstalo až do jeho smrti. Zdálo se, že nikdo kromě královny a jeho rodiny pro něj neměl dobrého slova. Bez ohledu na to co dělal, nikdy nebyl schopen zbavit se onoho nepřátelského veřejného mínění. To také zapříčinilo nelichotivé pomluvy jeho osoby minimálně pro dalších 400 let, než bylo dokázáno, že jsou z velké většiny nepravdivé. Alžběta I. byla velmi inteligentní žena a je nepravděpodobné, že Dudley by svou lásku k ní mohl celých třicet let pouze předstírat. Jeho chování svědčí spíše o lásce k Alžbětě než o jeho domnělé vypočítavosti. Kdyby byla politická situace příznivější, královna by se za něj zřejmě provdala. Podle svědectví mu v soukromí řekla, že si nikdy nevezme někoho jiného.
V roce 1585 byl Robert Dudley jmenován velitelem anglických armádních jednotek v Nizozemí. V této zemi se obyvatelé vzbouřili proti králi Filipovi II. Španělskému. Dudley tam zůstal až do roku 1587. Do Anglie se vrátil během krize kolem Marie Stuartovny a byl v Anglii přítomný, když byla skotská královna popravena. Anglická účast na bojích v Nizozemí nebyl příliš úspěšná a Dudley sklidil mnoho kritiky za své tamější angažmá. Královna Alžběta pravděpodobně nebyla s jeho velitelským počínáním spokojená, avšak neřekla o něm jediného křivého slova.
V roce 1588, když Španělsko poslalo svá loďstva proti Anglii, měl Robert Dudley na starosti pozemní vojsko a po vítězné námořní bitvě organizoval Alžbětinu slavnou návštěvu u městečka Tilbury.

## Manželství
Již v roce 1550 se Robert Dudley oženil s Amy Robsart, dcerou šlechtice z doprovodu vévody z Norfolku. Jejich manželství bylo považováno za sňatek z lásky. Avšak Robert jako pátý syn svého otce nebyl příliš majetný a proto bylo manželství s Amy, která byla vcelku bohatou dědičkou, pro něj výhodné. Svatba se konala ve velkém stylu a zúčastnili se jí jak princezna Alžběta tak její bratr král Eduard VI.
Nepřekonatelnou překážkou pro Robertovo manželství s Alžbětou spočívalo v okolnostech brzké smrti jeho první manželky. Ve věku 28 let byla Amy nalezena mrtvá se zlomeným vazem pod schodištěm domu, ve kterém žila odloučená od svého manžela. Již před touto tragédií vznikla pověst, že Robert má v úmyslu svou ženu sprovodit ze světa, aby byl volný pro královnu. Ale je nepravděpodobné, že měl skutečně něco společného s její smrtí. Amy byla zřejmě nevyléčitelně nemocná s rakovinou prsu; bylo známo, že trpí "nemocí v hrudi." Nedávné pokroky medicíny dokazují, že ženy v tomto stavu mohou mít spontánní zlomeniny kostí. Chůze ze schodů v jejím domě v Oxfordshire mohla způsobit spontánní zlomeninu, která se ukázala jako fatální. Nicméně všichni lidé včetně Roberta se domnívali, že Amy byla zavražděna. Kdyby se za něj poté Alžběta provdala, lidé by pomluvám Roberta jako údajného vraha ještě více uvěřili, a dokonce i královna by byla podezřívána, že se na tomto skutku podílela. V nynější době byla vyslovena domněnka, že Lady Dudley byla skutečně zavražděna, a to na tajný příkaz některého z rádců královny Alžběty, který se obával následků jejího eventuálního sňatku s Robertem Dudleym, možná i pro svou osobu.
Ještě mnoho let po této události Robert Dudley doufal v manželský svazek s královnou Alžbětou. Neoženil se proto znovu až do roku 1578, když bylo téměř jisté, že si ho královna nikdy nevezme. V roce 1575, během divadelního představení na hradě Kenilworth v hrabství Warwickshire, ji Robert naposledy požádal o ruku. Tak jako v minulosti jej znovu odmítla.
Již asi v roce 1575 si začal Dudley aféru s královninou sestřenicí Leticií, původním jménem Lettice Knollys. Leticie byla tehdy zvána Lady Devereux, což bylo rodové jméno jejího prvního manžela Waltera Devereux, 1. hraběte z Essexu. Jako sestřenice z druhého kolena byla Leticie příbuznou královny Alžběty a byla jí svým vzhledem podobná. Dudley mohl do ní být zamilovaný, neboť Leticie byla temperamentní, živá a atraktivní. Hrabě Essex zemřel v roce 1576 v Irsku. Dva roky poté se Robert Dudley oženil s ovdovělou hraběnkou, pravděpodobně proto, že s ním byla těhotná, a on se dostal pod tlak její vlivné rodiny, aby byla zachována její počestnost. Sňatek byl zprvu tajen, neboť Dudley se obával žárlivosti královny Alžběty.
Robert před královnou manželství zřejmě tajil celý rok. Francouzský velvyslanec poté ovšem Alžbětě I. tajemství vyzradil ve snaze, aby dosáhl uzavření manželství mezi ní a bratrem svého krále Františkem, vévodou z Alençonu (tzv. francouzské námluvy). Alžběta se chovala, jako by měla zlomené srdce, a tři dny poté, zjevně ale předstíraně a z politických důvodů, Alençonovu žádost přijala. Hovořila dokonce o tom, že pošle Roberta do Toweru, ale její rádci ji od toho odradili. Ke sňatku královny s Alençonem, proslulým válečníkem, avšak mužem velmi malého vzrůstu a podstatně mladším než královna, ovšem nedošlo.

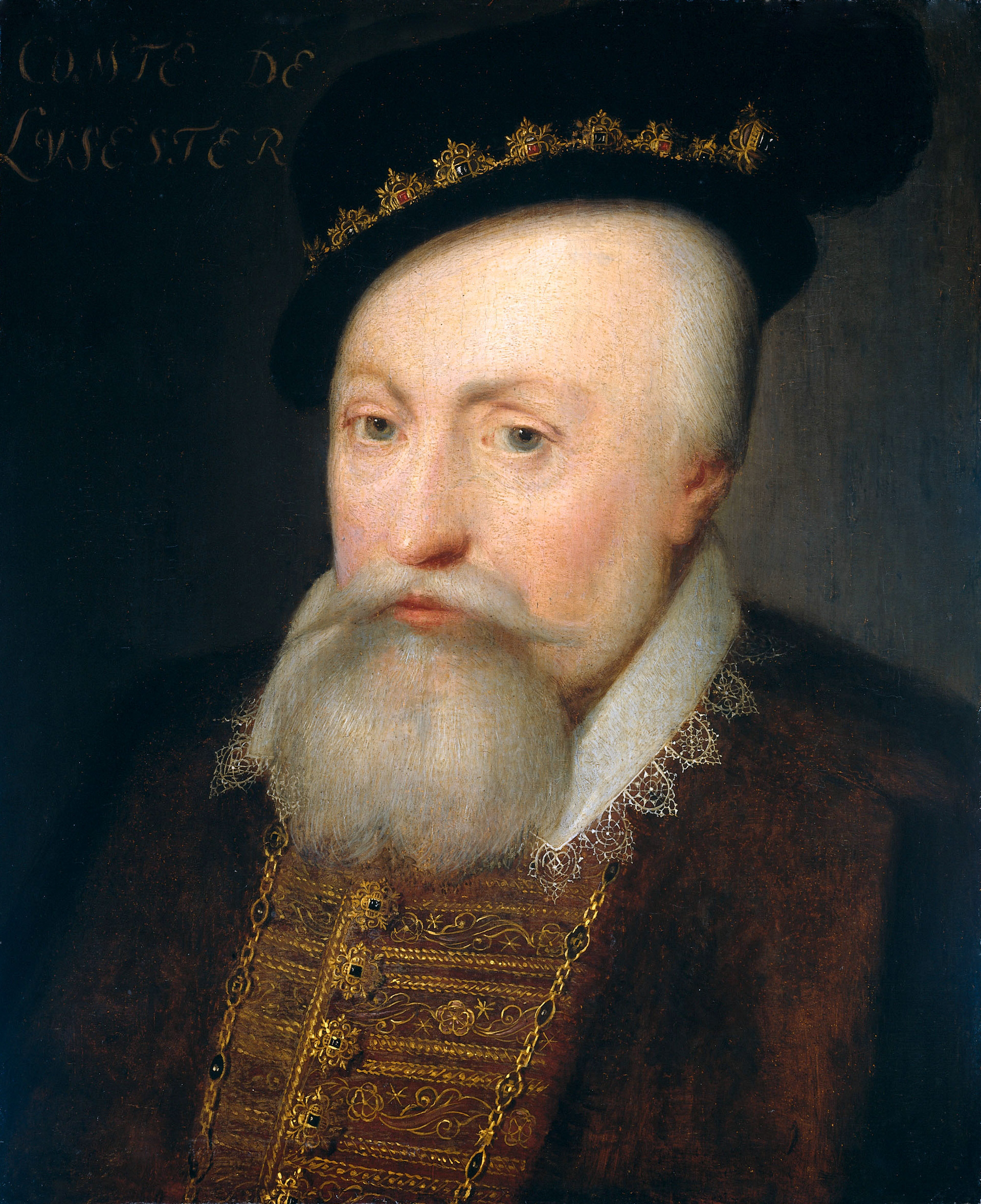
Robert Dudley ve stáří, portrét od Jana Anthoniszoona van Ravesteyn

Královna Alžběta byla Dudleyho nevěrou velmi uražena. Nikdy se s tímto manželstvím nesmířila a vůči své dosavadní důvěrné přítelkyni Leticii, nyní hraběnce z Leicesteru, pojala velkou nenávist. Vykázala ji od královského dvora a již nikdy jí tuto „zradu" neodpustila. Leticiin syn z prvního manželství Robert Devereux, 2. hrabě z Essexu, byl v roce 1601 jako vůdce posledního povstání proti královně Alžbětě popraven.
Leicesterovo manželství s Leticií Knollys však nebylo šťastné a Robert si stěžoval v dopise svému příteli: „Ztratil jsem mládí i svobodu, všechno mé štěstí vzala ona.“ Leticie své první dítě z jejich svazku potratila, ale v roce 1581 porodila syna, který dostal jméno Robert Lord Denbigh. Nicméně dítě nebylo zdravé a zemřelo v roce 1584. Hrabě Leicester byl z toho zničený. Zbožňoval svého malého syna, který by také zaručil přežití jeho rodu. Měl sice ještě jedno dítě, také jménem Robert, a to ze své aféry s Lady Sheffieldovou v roce 1570, ale tento syn nebyl legitimní a proto nemohl zdědit otcovy tituly. Lady Sheffield ovšem tvrdila, že si ji Robert tehdy tajně vzal za manželku. Pro jejich tajný sňatek ovšem neexistuje žádný důkaz a Robert to vždy popíral. Její motivace pro toto tvrzení zajisté byla, aby svému synovi zajistila legitimnost. I když Robertův syn byl nelegitimní, Robert mu byl dobrým otcem a zajistil mu slušné vzdělání. Jeho syn byl velmi nadaný a vyrostla z něj romantická postava. Uprchl po smrti královny Alžběty s jednou její dvorní dámou do Evropy, přestože měl ženu a pět dcer.

## Smrt
V době, kdy organizoval hrabě z Leicesteru tilburskou návštěvu Alžběty, již pravděpodobně trpěl rakovinou žaludku a jeho dny byly sečteny. Po porážce španělského loďstva odjel do Buxtonu, aby tam požíval léčivé vody, ale už nikdy k tomu nedošlo. Zemřel ve svém domě v hrabství Oxfordshire dne 4. září 1588. Alžběta byla zdrcená nad ztrátou svého přítele a společníka, prý se zamkla ve své komnatě na několik hodin, ne-li dnů. Na dopis, který jí poslal pouze několik dní před svou smrtí, napsala "Jeho poslední dopis" a uložila jej do pokladnice. Tam zůstal celých patnáct let a byl nalezen až po její smrti v roce 1603.
Jen málo lidí s královnou sdílelo její žal. Jeho nepřátelé tvrdili, že porážka španělského loďstva nebyla ničím ve srovnání s tím, že zemřel Robert Dudley. Královna mu vystrojila slavný pohřeb. Místem jeho posledního odpočinku je kaple svaté Marie v hrabství Warwickshire.